# Camille Erlanger
Camille Erlanger (ur. 25 maja 1863 w Paryżu, zm. 24 kwietnia 1919 tamże) – francuski kompozytor.

## Życiorys
Jego rodzina pochodziła z Alzacji. Ukończył studia w Konserwatorium Paryskim u Léo Delibesa (kompozycja), Georges’a Mathiasa (fortepian) i Émile’a Duranda (harmonia). W 1888 roku zdobył Prix de Rome za kantatę Velléda. 
Skomponował m.in. poematy symfoniczne La chasse fantastique i Maître et serveteur, opery Kermaria (wyst. Paryż 1897), Le Juif polonais (wyst. Paryż 1890), Le Fils de l’étoile (wyst. Paryż 1904), Aphrodite (wyst. Paryż 1906), Bacchus triomphant (wyst. Bordeaux 1909), L’Aube rouge (wyst. Rouen 1911), La Sorcière (wyst. Paryż 1912), Le Barbier de Deauville (1917) i Forfaiture (wyst. Paryż 1921), Requiem na 2 chóry i orkiestrę. Największe znaczenie ma twórczość operowa Erlangera, nawiązująca do wzorców niemieckich, szczególnie dorobku Carla Marii von Webera. W wielu utworach, jak poemacie symfonicznym Maître et serveteur według Lwa Tołstoja, widoczne są inspiracje literaturą rosyjską.